# Gelbkehl-Seidenkuckuck
Der Gelbkehl-Seidenkuckuck (Coua cursor), auch Gelbkehlcoua genannt, ist eine Vogelart aus der auf der Insel Madagaskar endemischen Gattung der Seidenkuckucke (Coua). Die Art kommt ausschließlich im Süden und Südwesten der Insel vor. Er ist ein mittelgroßer, kräftig gebauter, langbeiniger  und langschwänziger Kuckuck, der überwiegend auf dem Boden lebt. Wie alle anderen Arten der Couas betreibt der Gelbkehl-Seidenkuckuck keinen Brutparasitismus, sondern zieht seinen Nachwuchs selbst groß.
Das Artepitheton kommt von lateinisch currere ‚rennen‘.
Es werden keine Unterarten für diese Kuckucksart unterschieden, die Art ist monotypisch. Allerdings ist die Art eng verwandt mit dem Rotbrust-Seidenkuckuck, der im Nordosten von Madagaskar vorkommt.

## Merkmale
Der Gelbkehl-Seidenkuckuck erreicht eine Körperlänge von 34 bis 40 Zentimeter und ein Gewicht von etwa 118 Gramm. Die Flügellänge beträgt durchschnittlich 13,3 Zentimeter. Der Schnabel hat eine durchschnittliche Länge von 2,5 Zentimeter. Das Schwanzgefieder misst zwischen 18,2 und 20 Zentimeter. Ein auffälliger Geschlechtsdimorphismus besteht nicht.
Die Körperoberseite und die Flügel sind blass grau bis olivgrün, der Schwanz ist etwas dunkler grau ohne Blautöne. Die Unterseite ist im Gegensatz zum Riesen-Seidenkuckuck und dem Coquerel-Seidenkuckuck weiß, die Kehle gelbbraun und die Brust leicht purpurfarben. Der Schnabel, die gegenüber dem Weißkehl-Seidenkuckuck kürzeren Beine und die Füße sind schwarz. Das Gesicht ist schwarz. Die Iris umrandet ein blauer Augenring. Die nackte, von schwarzen Federn umrandete Haut um die Augen ist blau mit einem großen rosafarbenen Areal im hinteren Drittel. Diese Umrandung fehlt bei den Jungtieren noch.

## Verwechslungsmöglichkeiten
Es kommen im Verbreitungsgebiet des Gelbkehl-Seidenkuckucks mehrere andere Kuckucksarten vor, mit denen er verwechselt werden kann. Der Riesen-Seidenkuckuck ist deutlich größer als der Gelbkehl-Seidenkuckuck und ist auf der Körperoberseite blasser. Er weist außerdem eine teils rötliche Körperunterseite auf, die dem Gelbkehl-Seidenkkuckuck fehlt. Dies orangerote Körperunterseite unterscheidet den Coquerel-Seidenkuckuck ebenfalls vom Gelbkehl-Seidenkuckuck. Der Weißkehl-Seidenkuckuck hat dagegen eine abweichende Gesichtsfärbung.

## Verbreitung und Lebensraum
Der Gelbkehl-Seidenkuckuck bewohnt im Südwesten Madagaskars tropischen und subtropischen Trockenwald, Dornstrauchsavannen, Dornenwald (Spiny forest) und offene Flächen mit begrenzter Bodenvegetation.

## Lebensweise
Der Gelbkehl-Seidenkuckuck sucht auf dem Boden nach Insekten und bewegt sich meist laufend fort. Er ist standorttreu.

## Fortpflanzung
Die Brutzeit liegt im Oktober während der Regenzeit, Küken können im Februar und März beobachtet werden. Das schalenförmige Nest in etwa 2 m Höhe besteht aus Zweigen und Rinde.

## Gefährdungssituation
Die IUCN stuft den Gelbbrust-Seidenkuckuck in die Kategorie nicht gefährdet (Least Concern) ein.